# 陶健 (1924年)
陶健（1924年11月—2018年10月13日），原名陶长宣，男，浙江永康人，中华人民共和国政治人物，曾任中共浙江省委组织部副部长，浙江省老干部局局长，第五、六届全国人大代表。